# Ak-Bura Osz
Ak-Bura Osz (kirg. Футбол клубу «Ак-Бура» Ош) – kirgiski klub piłkarski, mający siedzibę w mieście Osz, w południowo-zachodniej części kraju.

## Historia
Chronologia nazw:
- 2005: Ak-Bura Osz (ros. «Ак-Бура» Ош)

Piłkarski klub Ak-Bura został założony w miejscowości Osz w roku 2005. W 2005 klub zajął drugie miejsce w grupie południowej Pierwszej Ligi i w 2006 debiutował w Wyższej Lidze, w której najpierw zajął 4.miejsce w grupie południowej, ale to było za mało aby zakwalifikować się do turnieju finałowego. W 2006, 2007 i 2008 występował w rozgrywkach o Puchar Kirgistanu.

## Sukcesy

### Trofea międzynarodowe
Nie uczestniczył w rozgrywkach azjatyckich (stan na 31-12-2015).

### Trofea krajowe
| \| \| Zdobyte trofea w rozgrywkach Kirgistanu (stan na: 31-12-2015) \| |                                                               |      |                      |
| Rozgrywki                                                              | Osiągnięcie                                                   | Razy | Sezon(y)             |
| Mistrzostwo                                                            | I miejsce                                                     | 0    |                      |
| Mistrzostwo                                                            | II miejsce                                                    | 0    |                      |
| Mistrzostwo                                                            | III miejsce                                                   | 0    |                      |
| Mistrzostwo                                                            | 4.miejsce                                                     | 1    | 2006 (grupa B)       |
| Puchar                                                                 | zdobywca                                                      | 0    |                      |
| Puchar                                                                 | finalista                                                     | 0    |                      |
| Puchar                                                                 | ćwierćfinalista                                               | 2    | 2006, 2007           |
| II liga                                                                | I miejsce                                                     | ?    |                      |
| II liga                                                                | II miejsce                                                    | ?    | 2005 (gr.południowa) |
| II liga                                                                | III miejsce                                                   | ?    |                      |
| Kirgistan                                                              | Zdobyte trofea w rozgrywkach Kirgistanu (stan na: 31-12-2015) |      |                      |

## Stadion
Klub rozgrywa swoje mecze domowe na stadionie im. Akmatbeka Süjümbajewa w Oszu, który może pomieścić 12000 widzów.